# Lotten von Düben
Lotten von Düben, nata Carolina Charlotta Mariana von Bahr (Söderby, 23 novembre 1828 – Södermanland, 25 dicembre 1915) è stata una fotografa svedese, una delle prime, se non la prima, a condurre una indagine fotografica di tipo documentaristico e rappresenta un capitolo importante nella storia della fotografia del suo paese, in particolare per la documentazione sulla tradizione del popolo Sami.

## Biografia
Il padre era il maggiore Robert e la madre era la baronessa Eva Carolina Åkerhielm af Margretelund, entrambi provenienti da famiglie aristocratiche; Lotten era la terza di sei figli. Presumibilmente crebbe nelle proprietà della famiglia nell'Uppland. Non sono note altre notizie sulla vita giovanile e sulla sua formazione fino al 1857, quando Lotten sposò il barone Gustaf von Düben, discendente da una famiglia nobiliare proveniente dalla Sassonia, risalente al 1500 ai tempi del Sacro Romano Impero. Lui svolgeva la professione di medico, antropologo ed era professore di anatomia patologica presso l'Istituto Karolinska di Stoccolma.
Nell'edificio in cui viveva la coppia, abitava anche il fotografo Carl Curman ed è probabile che Lotten abbia appreso da lui le tecniche di ripresa e stampa. Non vendeva le sue foto, preferiva fotografare paesaggi e non quelle in studio.
Presso l'Istituto Karolinska il marito aveva creato, ed era conservata, una collezione di teschi umani, in prevalenza lapponi, la cui provenienza era derivata da furti, dissotterramenti in genere per denaro. Era convinzione all'epoca, non solo di Gustaf, che dalla forma del cranio, si potesse stabilire la differenza delle razze umane. Per questo motivo, egli iniziò a catalogarli mentre la moglie li fotografava. Sappiamo che un incendio ne provocò la distruzione nel 1891 ma grazie alle foto di Lotten se ne conserva la memoria.
I coniugi von Düben partirono per la loro prima spedizione in Lapponia il 3 luglio 1868 con un battello a vapore in un viaggio che avrebbe avuto la durata di circa due mesi, insieme alla cuoca Johanna Björklund e ad un assistente. Lotten era la fotografa della spedizione e in quegli anni rappresentava una procedura piuttosto complessa, specialmente all'aperto, poiché richiedeva il trasporto di attrezzature molto ingombranti. Del resto von Düben usava lastre di vetro al collodio inumidito, pratica che doveva svolgersi al buio e che richiedeva il montaggio di una tenda facente funzioni di camera oscura e che la lastra doveva essere sviluppata quando ancora era umida.
Nel primo viaggio col battello arrivarono fino a Luleå e quindi proseguirono lungo il fiume fino al villaggio di Kvikkjokk. Il secondo viaggio, effettuato nel giugno 1871, durato circa un mese, ed iniziato a Piteå, oltre ad alcune foreste, visitarono alcuni villaggi lacustri come Arvidsjaur, Arjeplog, Jokkmokk e Sorsele. Lo scopo dei viaggi fu quello di vedere le persone nel loro habitat, di visitare le loro abitazioni, di parlare delle loro storie. La donna è stata probabilmente la prima fotografa a immortalare le montagne e le cascate svedesi quali Harsprånget e Stora Sjöfallet, peraltro assai importanti perché non più esistenti. I coniugi acquistarono, nei loro viaggi, anche oggetti e vestiti Sami, la maggior parte dei quali fu venduta o donata al Museo nordico.
Le fotografie, specie quelle del secondo viaggio, durante il quale Lotten portò una macchina stereoscopica e una di grande formato che sarebbe servita per estrarre dalle fotografie i modelli per le xilografie e le litografie che illustrarono il libro che il marito Gustaf pubblicò sul popolo Sami, in quanto ancora non era possibile stampare le fotografie nei libri:
- Gustav e Lotten von Düben, Jan Garnert, Om Lappland och lapparne, företrädesvis de svenske: ethnografiska studier, edizione originale 1873, riedizione a cura del Nordiska Museet, 1977
- Gustav von Düben, Gunnar Broberg, I Lappland 1868 och 1871: reseberättelse, Acta Bothniensia ccidentalis, 1989[2]

Attraverso le descrizioni piuttosto dettagliate della vita del popolo Sami, il libro di Gustav del 1873 ebbe un larga diffusione ed in breve divenne un classico per chi avesse voluto fare ricerche sui lapponi. Col passare dei secoli, sappiamo che contiene opinioni e valori di persone che all'epoca avevano ancora pregiudizi e che certe pagine possono apparire vergognose verso quel popolo poiché ritenevano che appartenessero ad una razza inferiore.
Dopo queste avventure, von Düben smise di fotografare. Creò degli album fotografici che regalò agli amici così come le sue stereoscopie. Le fotografie di Lotten furono usate come se fossero originali anche nell'opera in due volumi dell'antropologo ed esploratore americano Paul Du Chaillu intitolato The Land of the Long Night, edito nel 1900.
Le fotografie di Lotten von Düben, tra l'altro mai ritoccate dall'autrice, fatto insolito per l'epoca, vengono conservate presso il Museo nordico e alla Biblioteca dell'Università di Uppsala.

## Galleria d'immagini

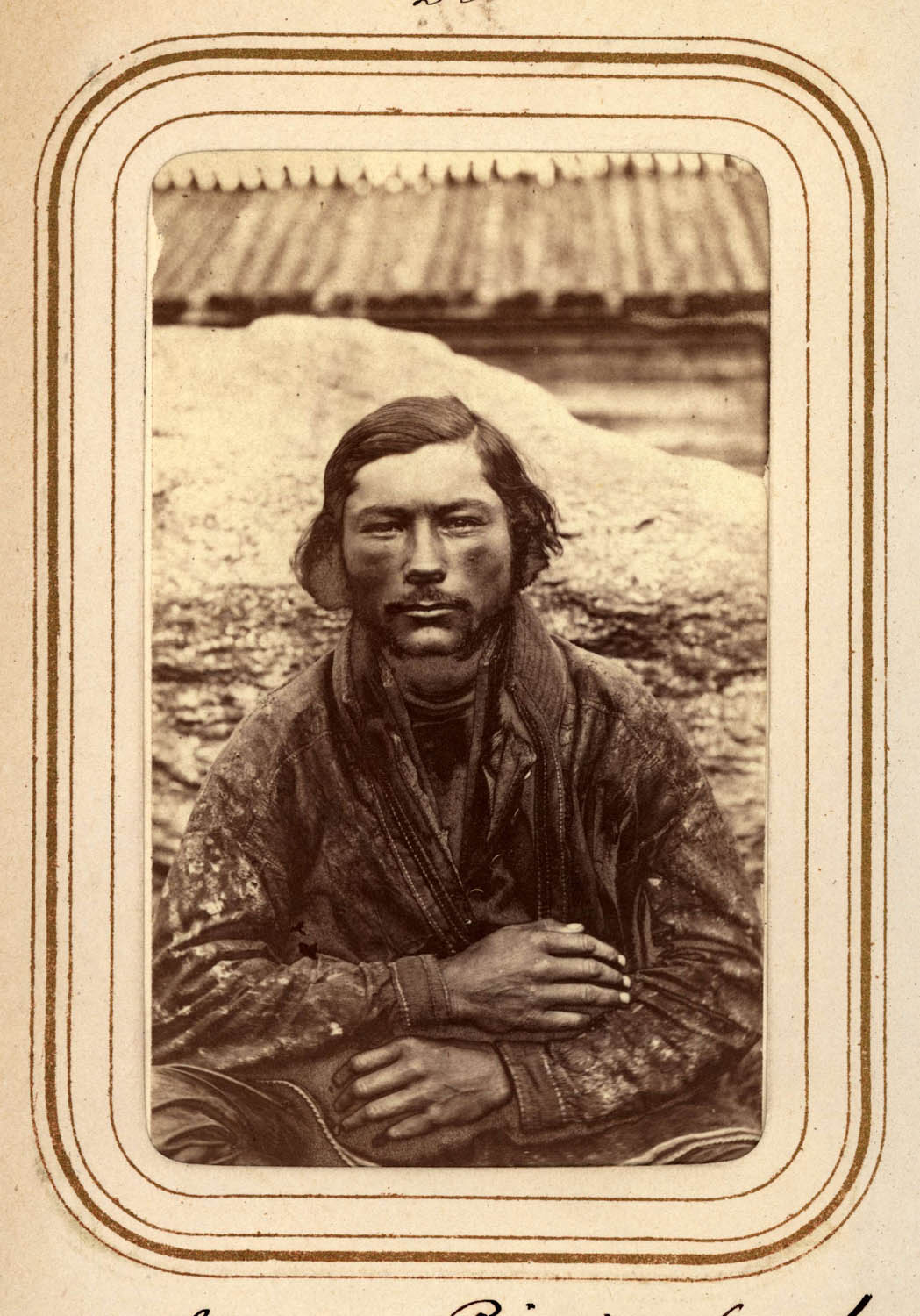
Amma Pirkit Larsson, Sami di Tuorpon, 1868
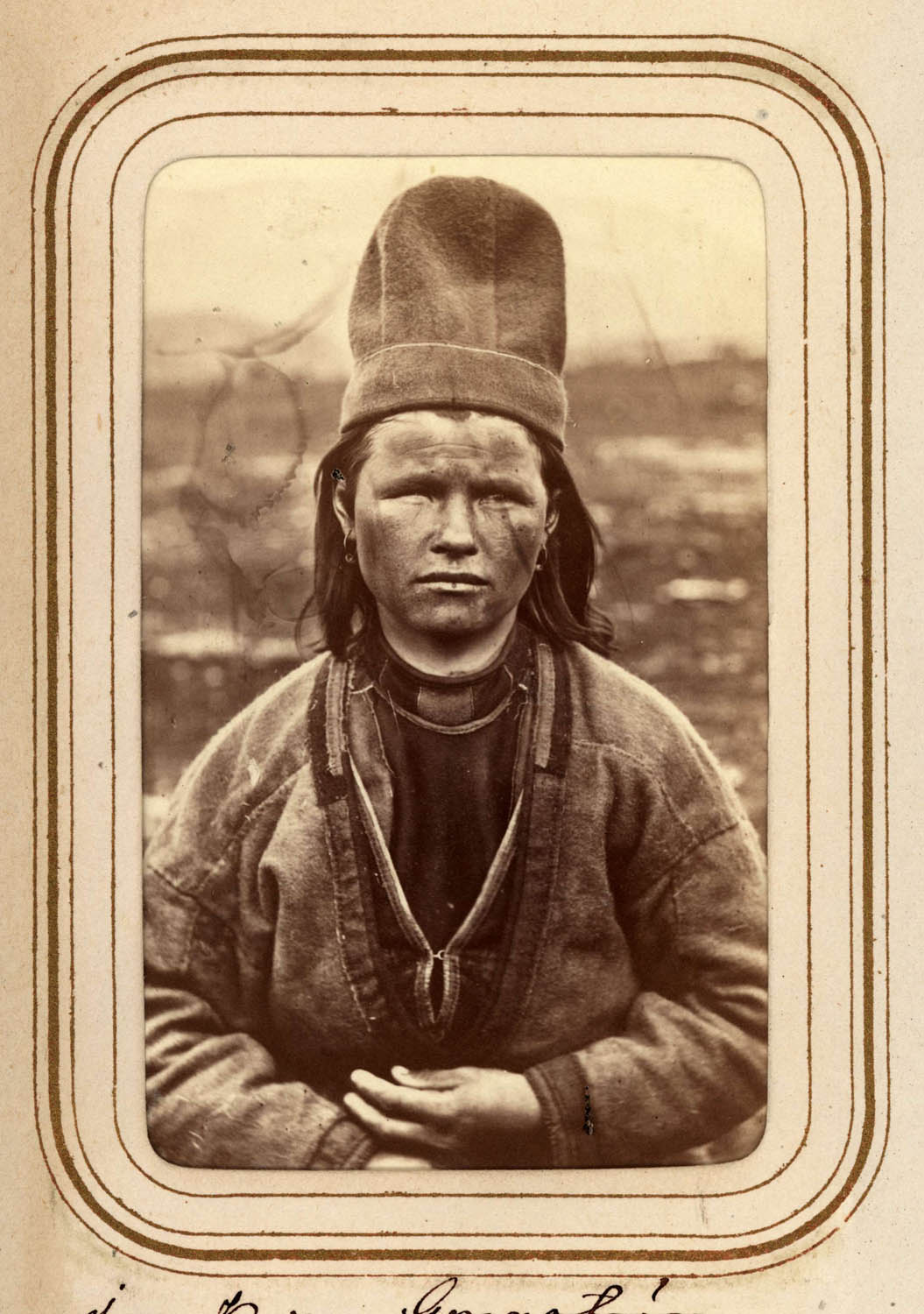
Inga Kajsa Granström, Sami di Tuorpon, 1868
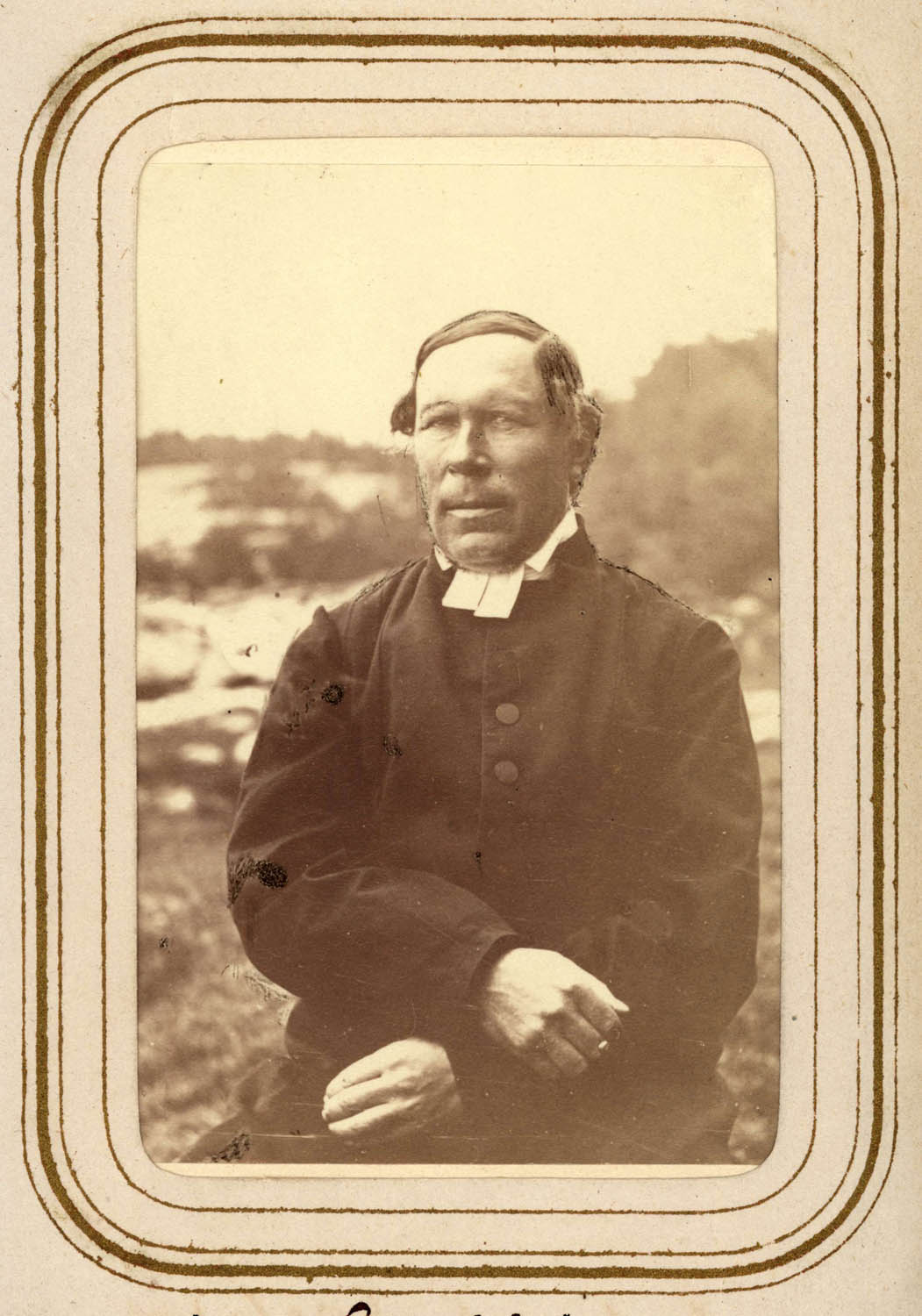
Johan Laestadius, parroco di Jokkmokk, 1868
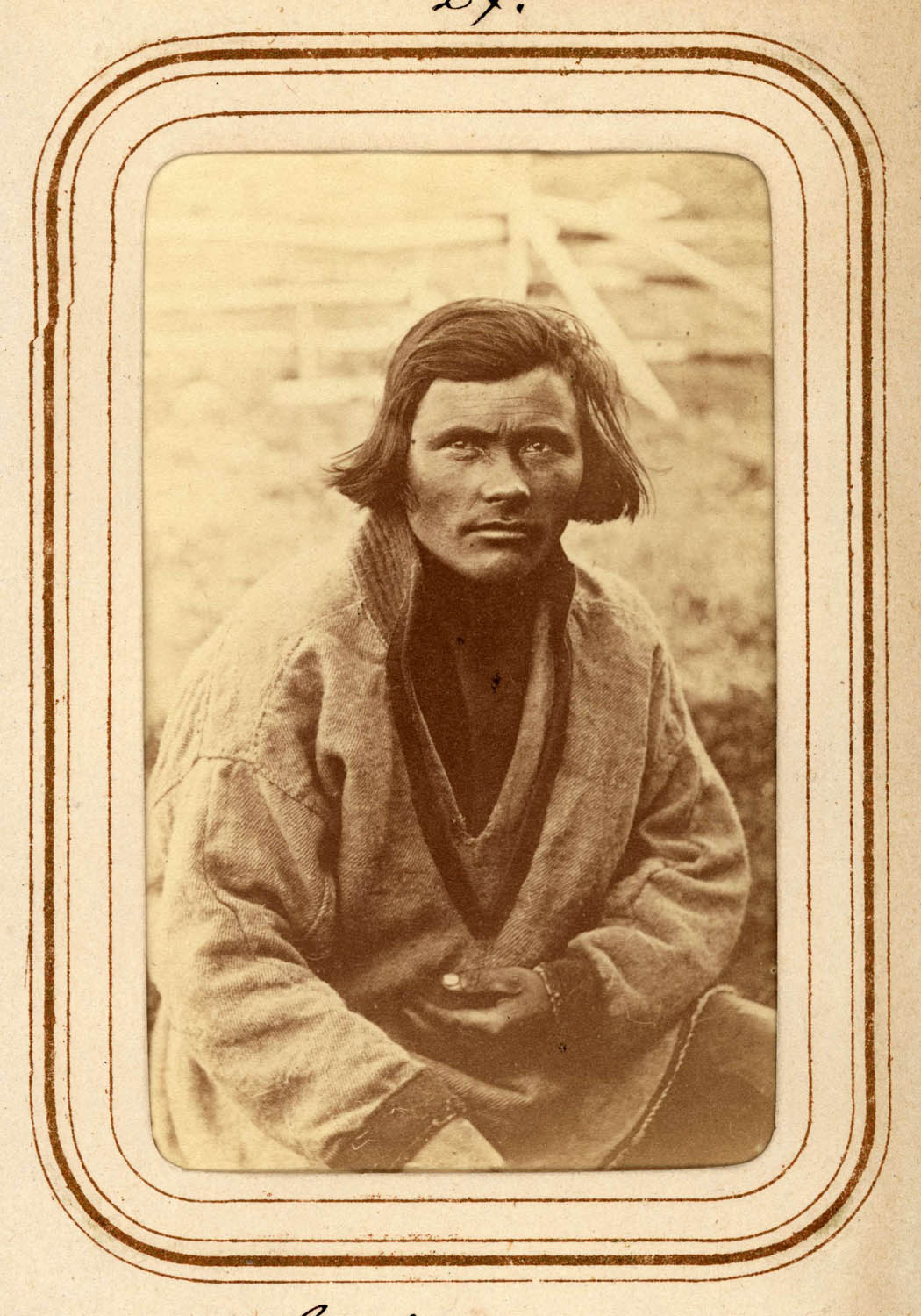
Olof Gruvvisare, Sami di Sirkas, 1868
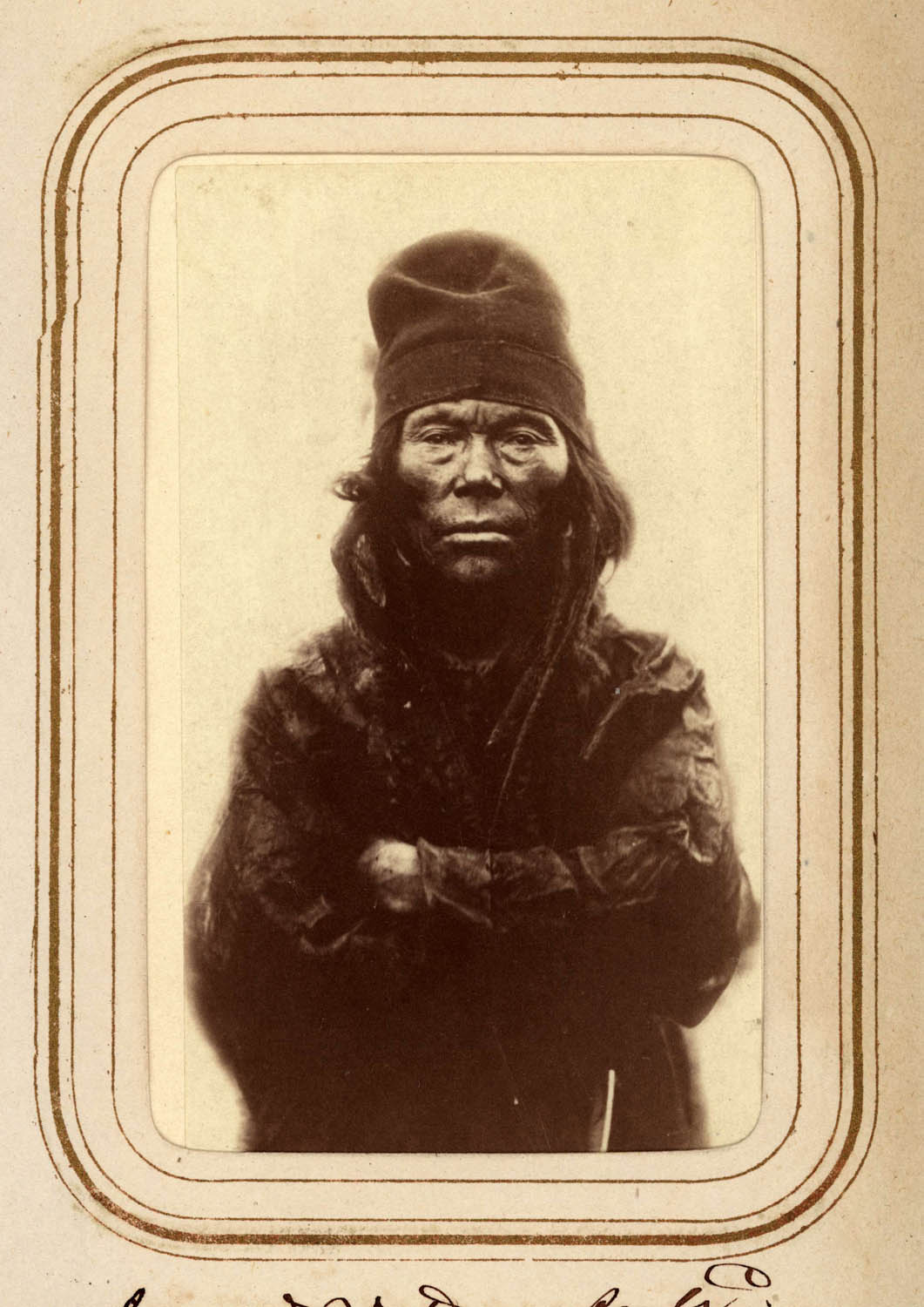
Inga Amundsdotter, Sami di Sjokksjokk, 1868
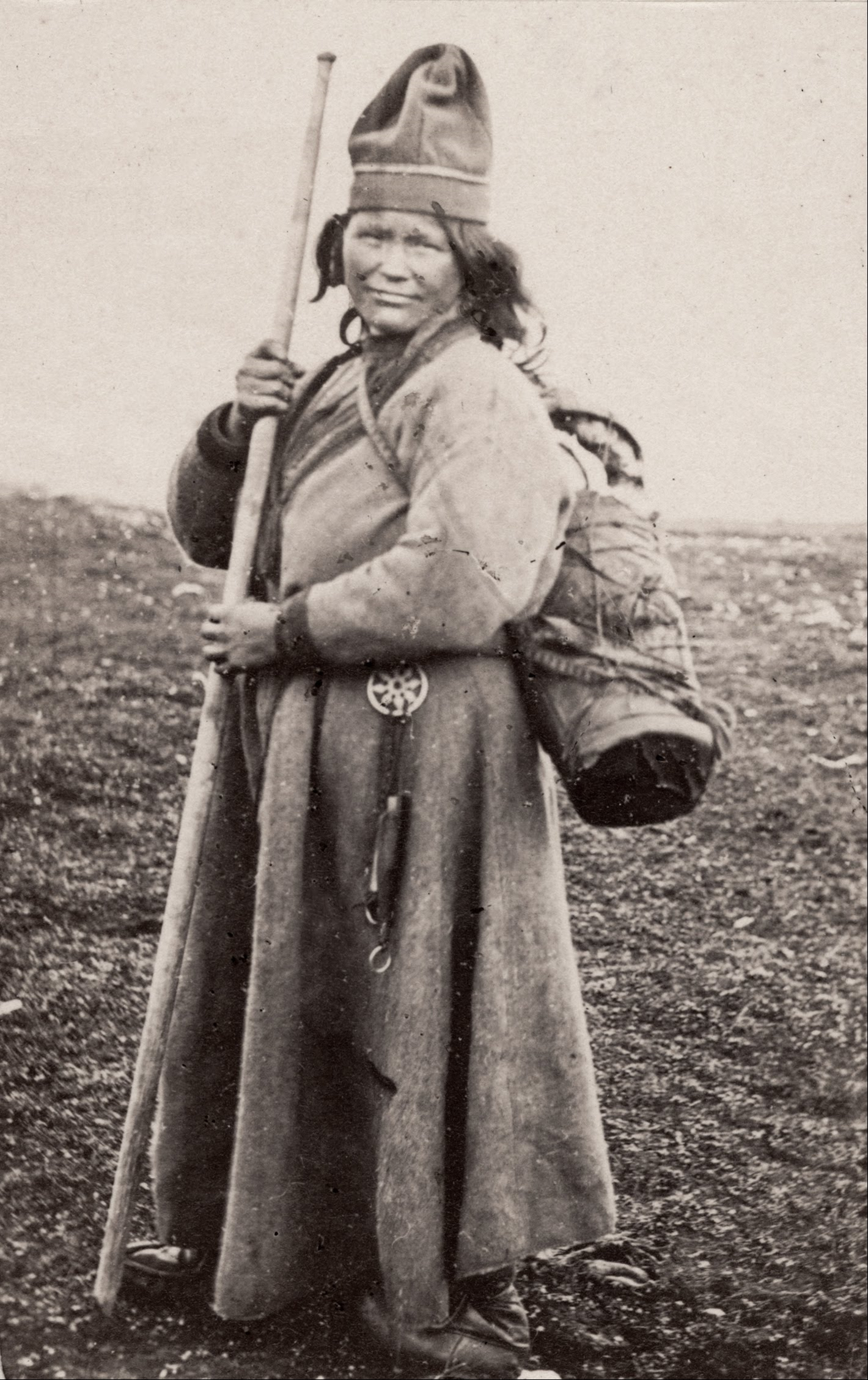
Eva Brita Mulka nata Granström, 1868